# ヤシュ・ラージ・フィルムズ
ヤシュ・ラージ・フィルムズ（Yash Raj Films、YRF）は、インドの映画製作会社、配給会社。主にボリウッド映画を製作・配給している。1970年に設立して以来成長を続け、インドで最大規模の映画スタジオの一つとなっている。

## 歴史
1970年に映画製作者ヤシュ・チョープラーによって設立された。彼は兄B・R・チョープラーのアシスタントとして事業を始め、5作品の製作に参加した。ヤシュ・ラージ・フィルムズは製作からポストプロダクション、インド国内外の配給、音楽、ホームエンターテインメント、マーケティング、デザイン、デジタルメディア、ライセンス取得、商品化、タレント・マネジメント、ブランド提携、音楽スタジオや映画スタジオの運営など映画製作におけるほぼ全ての分野を手がけている。2012年にヤシュ・ラージ・チョープラーが死去した後、息子のアーディティヤ・チョープラーが会長兼社長に就任した。

## 経営拠点
本社はムンバイにあり、撮影スタジオと音楽スタジオを収容する独自の総合スタジオを所有している。インド国内ではデリー、ジャランダル、ジャイプル、アムラーワティー、インドール、バンガルール、ハイデラバード、コルカタ、チェンナイ、コーチに事務所を設置しており、イギリス、アメリカ合衆国、アラブ首長国連邦に海外事務所を設置している。